# Horní Poříčí (Blanskói járás)
Horní Poříčí település Csehországban, a Blanskói járásban. Horní Poříčí Bohuňov, Prostřední Poříčí, Vítějeves, Kněževes és Študlov településekkel határos. Lakosainak száma 268 fő (2024. január 1.).

## Népesség
A település lakosságának változását az alábbi diagram mutatja:
| Lakosok száma | 436  | 411  | 500  | 413  | 333  | 279  | 273  | 278  | 261  | 268  |
|               | 1869 | 1890 | 1921 | 1950 | 1980 | 2001 | 2017 | 2019 | 2022 | 2024 |